# اليزيدي
أبو عبد الله مُحَمد بن العَباس بن مُحَمد اليزيدي البغدادي (228 هـ - 310 هـ / 843م - 922م) إخباري، ومؤرخ، ولغوي من كبار علماء اللغة والأدب والتاريخ في بغداد وكان مولى لبني عدي الرباب، استدعاه الخليفة المقتدر بالله العباسي وجعله مُعَلمًا لأولاده. قال ابن خلكان: «كان مُحَمد اليزيدي إماماً في النحو والأدب ونقل النوادر وكلام العرب».